# 5769 Michard
5769 Michard (1987 PL) là một tiểu hành tinh vành đai chính được phát hiện ngày 6 tháng 8 năm 1987 bởi CERGA ở Caussols.